# Coupe d'Asie des clubs champions 1990-1991
Navigation
Édition précédente Édition suivante
La Coupe d'Asie des clubs champions 1990-1991 voit le sacre du club iranien d'Esteghlal Teheran qui bat le tenant du titre, le club de Liaoning FC lors de la finale disputée à Dacca au Bangladesh. C'est le deuxième succès en Coupe d'Asie pour le club, après leur succès en 1970 (sous le nom de Taj Téhéran).

## Tours préliminaires

### Groupe 1
- Matchs disputés à Bagdad, en Irak.

| Rang | Équipe             | Pts | J | G | N | P | Bp | Bc | Diff |  | Résultats (▼ dom., ► ext.) |  |     |     |
| ---- | ------------------ | --- | - | - | - | - | -- | -- | ---- |  | -------------------------- |  | --- | --- |
| 1    | Al-Karkh SC        | 4   | 2 | 2 | 0 | 0 | 3  | 1  | +2   |  | Al-Karkh SC                |  | 2-1 | 1-0 |
| 2    | Al Ramtha SC       | 2   | 2 | 1 | 0 | 1 | 4  | 3  | +1   |  | Al Ramtha SC               |  |     | 3-1 |
| 3    | Al Yarmuk al-Rawda | 0   | 2 | 0 | 0 | 2 | 1  | 4  | -3   |  | Al Yarmuk al-Rawda         |  |     |     |

### Groupe 2
| Équipe 1            | Résultat | Équipe 2          | Aller | Retour |
| ------------------- | -------- | ----------------- | ----- | ------ |
| Al Sadd Sports Club | 1 - 2    | Esteghlal Teheran | 1 - 1 | 0 - 1  |

### Groupe 3
Le groupe 3 comptait 4 équipes : Bahrain Club (Bahreïn), Al Arabi SC (Koweït), Al Nasr Riyad (Arabie saoudite) et Sharjah SC (Émirats arabes unis). Le tournoi est cependant annulé en raison de la crise politique dans la région.

### Groupe 4
- Matchs disputés à Quetta au Pakistan.

| Rang | Équipe                   | Pts | J | G | N | P | Bp | Bc | Diff |  | Résultats (▼ dom., ► ext.) |  |     | Drapeau du Népal |
| ---- | ------------------------ | --- | - | - | - | - | -- | -- | ---- |  | -------------------------- |  | --- | ---------------- |
| 1    | Al Nasr Salalah          | 3   | 2 | 1 | 1 | 0 | 2  | 0  | +2   |  | Al Nasr Salalah            |  | 0-0 | 2-0              |
| 2    | PIA FC                   | 3   | 2 | 1 | 1 | 0 | 1  | 0  | +1   |  | PIA FC                     |  |     | 1-0              |
| 3    | Rani Pokhari Corner Team | 0   | 2 | 0 | 0 | 2 | 0  | 3  | -3   |  | Rani Pokhari Corner Team   |  |     |                  |

### Groupe 5
- Matchs disputés à Dacca, au Bangladesh.

| Rang | Équipe        | Pts | J | G | N | P | Bp | Bc | Diff |  | Résultats (▼ dom., ► ext.) |  |     |     |
| ---- | ------------- | --- | - | - | - | - | -- | -- | ---- |  | -------------------------- |  | --- | --- |
| 1    | Mohammedan SC | 4   | 2 | 2 | 0 | 0 | 7  | 1  | +6   |  | Mohammedan SC              |  | 2-1 | 5-0 |
| 2    | Salgaocar SC  | 2   | 2 | 1 | 0 | 1 | 4  | 3  | +1   |  | Salgaocar SC               |  |     | 3-1 |
| 3    | Club Lagoons  | 0   | 2 | 0 | 0 | 2 | 1  | 8  | -7   |  | Club Lagoons               |  |     |     |

### Groupe 6
- Matchs disputés à Singapour.

| Rang | Équipe            | Pts | J | G | N | P | Bp | Bc | Diff |  | Résultats (▼ dom., ► ext.) |  |     |     |
| ---- | ----------------- | --- | - | - | - | - | -- | -- | ---- |  | -------------------------- |  | --- | --- |
| 1    | Pelita Jaya FC    | 3   | 2 | 1 | 1 | 0 | 2  | 1  | +1   |  | Pelita Jaya FC             |  | 2-1 | 0-0 |
| 2    | Bangkok Bank FC   | 2   | 2 | 1 | 0 | 1 | 3  | 3  | 0    |  | Bangkok Bank FC            |  |     | 2-1 |
| 3    | Geylang United FC | 1   | 2 | 0 | 1 | 1 | 1  | 2  | -1   |  | Geylang United FC          |  |     |     |

### Groupe 7
- Matchs disputés à Pyongyang, en Corée du Nord.

| Rang | Équipe          | Pts | J | G | N | P | Bp | Bc | Diff |  | Résultats (▼ dom., ► ext.) |  |     |     |
| ---- | --------------- | --- | - | - | - | - | -- | -- | ---- |  | -------------------------- |  | --- | --- |
| 1    | April 25        | 4   | 2 | 2 | 0 | 0 | 2  | 0  | +2   |  | April 25                   |  | 1-0 | 1-0 |
| 2    | Liaoning FC     | 2   | 2 | 1 | 0 | 1 | 3  | 3  | 0    |  | Liaoning FC                |  |     | 3-2 |
| 3    | Nissan Yokohama | 0   | 2 | 0 | 0 | 2 | 2  | 4  | -2   |  | Nissan Yokohama            |  |     |     |

## Phase finale
Tous les matchs sont disputés à Dacca au Bangladesh du 19 au 29 juillet. Initialement qualifié, le club irakien d'Al-Karkh SC déclare forfait en raison de la Guerre du Golfe. Il est remplacé par son suivant au classement du groupe 1, le club jordanien d'Al Ramtha SC, qui est finalement exclu pour avoir refusé de payer les droits d'entrée en phase finale.

### Groupe 1
| Rang | Équipe             | Pts | J | G | N | P | Bp | Bc | Diff |  | Résultats (▼ dom., ► ext.) |  |     |     |
| ---- | ------------------ | --- | - | - | - | - | -- | -- | ---- |  | -------------------------- |  | --- | --- |
| 1    | Liaoning FC        | 3   | 2 | 1 | 1 | 0 | 2  | 1  | +1   |  | Liaoning FC                |  | 1-0 | 1-1 |
| 2    | Pelita Jaya FC     | 2   | 2 | 1 | 0 | 1 | 3  | 1  | +2   |  | Pelita Jaya FC             |  |     | 3-0 |
| 3    | Al Nasr Salalah    | 1   | 2 | 0 | 1 | 1 | 1  | 4  | -3   |  | Al Nasr Salalah            |  |     |     |
| 4    | Al Ramtha SC exclu |     |   |   |   |   |    |    |      |  |                            |  |     |     |

### Groupe 2
| Rang | Équipe            | Pts | J | G | N | P | Bp | Bc | Diff |  | Résultats (▼ dom., ► ext.) |  |     |     |     |
| ---- | ----------------- | --- | - | - | - | - | -- | -- | ---- |  | -------------------------- |  | --- | --- | --- |
| 1    | Esteghlal Teheran | 5   | 3 | 2 | 1 | 0 | 5  | 2  | +3   |  | Esteghlal Teheran          |  | 2-1 | 1-1 | 2-0 |
| 2    | April 25          | 3   | 3 | 1 | 1 | 1 | 3  | 3  | 0    |  | April 25                   |  |     | 0-0 | 4-3 |
| 3    | Mohammedan SC     | 3   | 3 | 0 | 3 | 0 | 2  | 2  | 0    |  | Mohammedan SC              |  |     |     | 1-1 |
| 4    | Bangkok Bank FC   | 1   | 3 | 0 | 1 | 2 | 4  | 7  | -3   |  | Bangkok Bank FC            |  |     |     |     |

### Tableau final
|  | Demi-finales       | Demi-finales |                        |   | Finale | Finale |
|  | Demi-finales       | Demi-finales |                        |   | Finale | Finale |
|  |                    |              |                        |   |        |        |
|  |                    |              |                        |   |        |        |
|  |                    |              |                        |   |        |        |
|  | Esteghlal Teheran  | 2            |                        |   |        |        |
|  | Esteghlal Teheran  | 2            |                        |   |        |        |
|  | Pelita Jaya FC     | 0            |                        |   |        |        |
|  | Pelita Jaya FC     | 0            | Esteghlal Teheran      | 2 |        |        |
|  |                    |              | Esteghlal Teheran      | 2 |        |        |
|  |                    | Liaoning FCT | 1                      |   |        |        |
|  | Liaoning FC'T'     | Liaoning FCT | 1                      | 3 |        |        |
|  | Liaoning FC'T'     |              |                        | 3 |        |        |
|  | April 25           | 0            |                        |   |        |        |
|  | April 25           | 0            | Match pour la 3e place |   |        |        |
|  |                    |              |                        |   |        |        |
|  |                    |              |                        |   |        |        |
|  |                    |              |                        |   |        |        |
|  | Pelita Jaya FC tab | 2 (7)        |                        |   |        |        |
|  | Pelita Jaya FC tab | 2 (7)        |                        |   |        |        |
|  | April 25           | 2 (6)        |                        |   |        |        |
|  | April 25           | 2 (6)        |                        |   |        |        |

#### Finale
| 29 juillet 1991 | Esteghlal Teheran         | 2 - 1 | Liaoning FC | Bangabandhu National Stadium, Dacca |  |
|                 | Hassanzadeh 20e · Marfavi |       | 53e Xu Hui  |                                     |  |